# Бжеський повіт (Малопольське воєводство)
Бжеський повіт (пол. powiat brzeski) — один з 19 земських повітів Малопольського воєводства Польщі.
Утворений 1 січня 1999 року в результаті адміністративної реформи.

## Загальні дані
Повіт знаходиться у північній та центральній частині воєводства.
Адміністративний центр — місто Бжесько.
Станом на 1.01.2008 населення становить 90 508 осіб, площа 590,52 км².

## Історія
З 1 серпня 1934 року розпорядженням міністра внутрішніх справ №64 (п.532) села повіту були злиті в об'єднані гміни.

## Демографія
Демографічні дані повіту станом на 30.06.2005:
|       | Всього | Всього | Жінки  | Жінки | Чоловіки | Чоловіки |
| ----- | ------ | ------ | ------ | ----- | -------- | -------- |
|       | осіб   | %      | осіб   | %     | осіб     | %        |
| Повіт | 89 985 | 100    | 45 596 | 50,7  | 44 389   | 49,3     |
| Міста | 19 095 | 100    | 9868   | 51,7  | 9227     | 48,3     |
| Села  | 70 890 | 100    | 35 728 | 50,4  | 35 162   | 49,6     |